# Rosskastaniengewächse

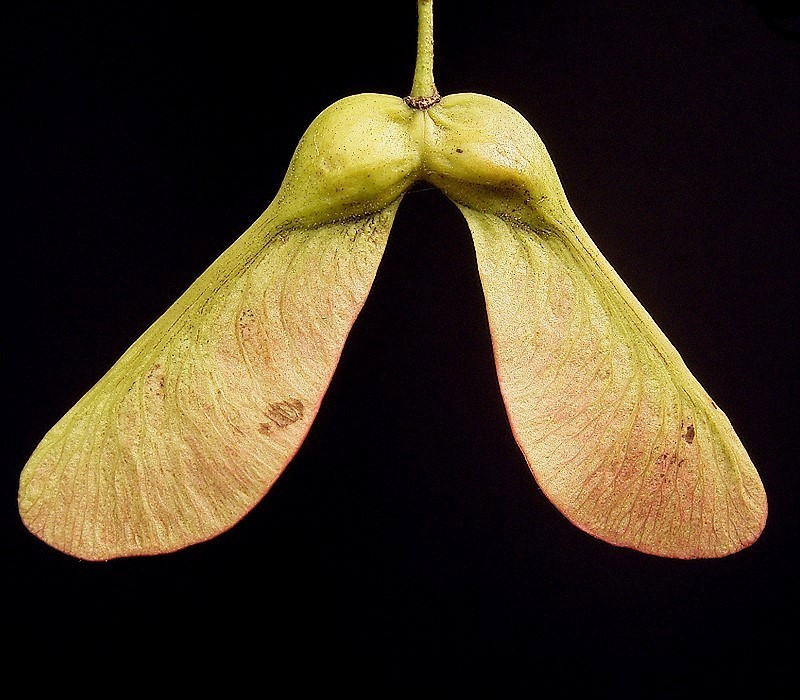
Berg-Ahorn (Acer pseudoplatanus), geflügelte Samen

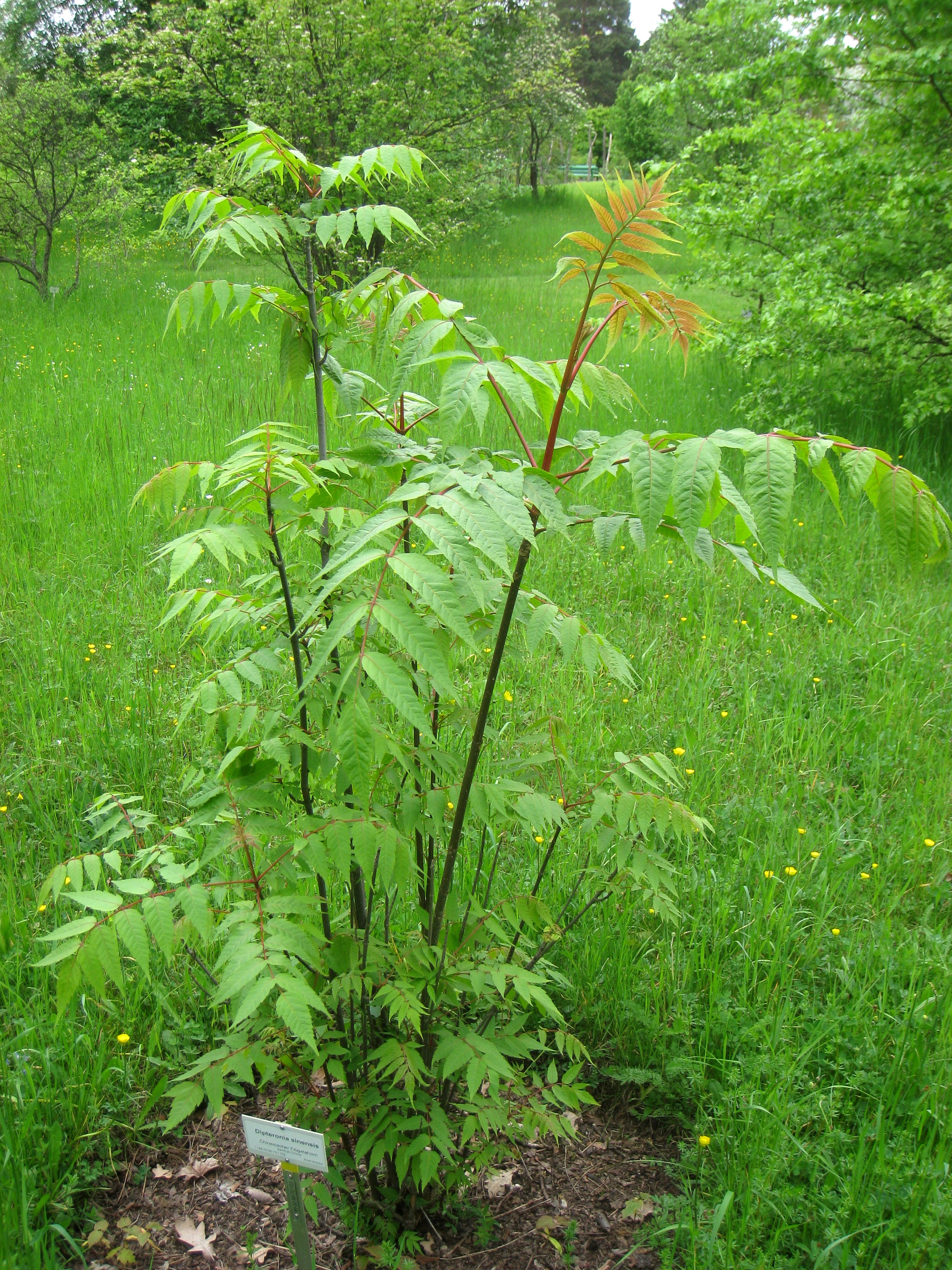
Dipteronia sinensis

Die Rosskastaniengewächse (Hippocastanoideae) sind eine Unterfamilie in der Pflanzenfamilie der Seifenbaumgewächse (Sapindaceae). Sie enthält vier Gattungen mit etwa 130 Arten. Es sind verholzende Pflanzen mit Verbreitungsschwerpunkt in den nördlichen gemäßigten Gebieten.

## Beschreibung
Die Vertreter der Rosskastaniengewächse sind verholzende Pflanzen: sie wachsen als Bäume oder Sträucher. Die gegenständig an den Zweigen angeordneten Laubblätter sind einfach oder zusammengesetzt.
Die Blüten sind vier- oder fünfzählig. Meist drei (zwei bis sechs) Fruchtblätter sind zu einem Fruchtknoten verwachsen. Es werden Kapselfrüchte mit wenigen Samen oder Samaras (siehe Bild vom Berg-Ahorn) gebildet.

## Systematik
Die Gattungen der Unterfamilie Rosskastaniengewächse wurden früher in eigene Familien Ahorngewächse (Aceraceae) und Rosskastaniengewächse (Hippocastanaceae) gestellt. Die Einordnung in die Familie der Seifenbaumgewächse
(Sapindaceae) und die Abgrenzung der Unterfamilien wird kontrovers diskutiert. Handeliodendron bildet zusammen mit Aesculus und Billia eine monophyletische Gruppe.
Die vier Unterfamilien der Seifenbaumgewächse (Sapindaceae) werden nach dem Bau des Fruchtknotens unterschieden; die Sapindoideae besitzen dabei nur eine einzige Samenanlage, während die Hippocastanoideae zwei Samenanlagen je Fruchtknotenfach (entspricht einem Fruchtblatt) aufweisen.
Die Unterfamilie der Hippocastanoideae enthält fünf Gattungen mit etwa 130 Arten. Die mit Abstand artenreichste Gattung sind die Ahorne (Acer) mit etwa 110 Arten. Hier die Gattungsliste (nach GRIN):
- Ahorne (Acer L.): Die etwa 110 Arten, je nach Autor auch bis zu 200 Arten sind auf der Nordhalbkugel weit verbreitet.
- Rosskastanien (Aesculus L.): Von den etwa zwölf Arten kommen die meisten in Nordamerika vor, einige Arten sind in Asien verbreitet und nur eine Art ist in Südosteuropa beheimatet.
- Billia Peyr.: Die nur zwei Arten sind vom südlichen Mexiko bis Ecuador verbreitet.
- Dipteronien (Dipteronia Oliv.): Die nur zwei Arten sind in China beheimatet.
- Handeliodendron Rehder: Sie enthält nur eine Art:
  - Handeliodendron bodinieri (H.Lév.) Rehder: Sie gedeiht nur im tropischen Karst in Höhenlagen zwischen 500 und 1200 Meter nur in den chinesischen Provinzen nordwestliches Guangxi sowie südliches Guizhou.